# Barraca del camí dels Muntanyesos X
La Barraca del camí dels Muntanyesos X és una obra del Pla de Santa Maria (Alt Camp) inclosa a l'Inventari del Patrimoni Arquitectònic de Catalunya.

## Descripció
És una gran barraca de tres estances. Una gran arcada dona pas a un cobert amb menjadores. L'alçada és de 2'40m, l'amplada de 2'40m i 5'55m de fondària. Orientació de sud-est. A la seva dreta hi ha el cos principal, rectangular, cobert amb arcades successives, amb una longitud de 6'65m, una fondària de 2'45m i una alçada de 2'17m. En aquest cobert és on es tancava el ramat.
Al fons d'aquesta nau hi ha el dormidor cobert originalment amb falsa cúpula i amb una planta ovalada. En el cos principal hi ha una menjadora i dos cocons, la seva orientació és sud.
El seu portal està capçat amb una llinda i un arc de descàrrega.